# Evangelische Kirche Arnsdorf

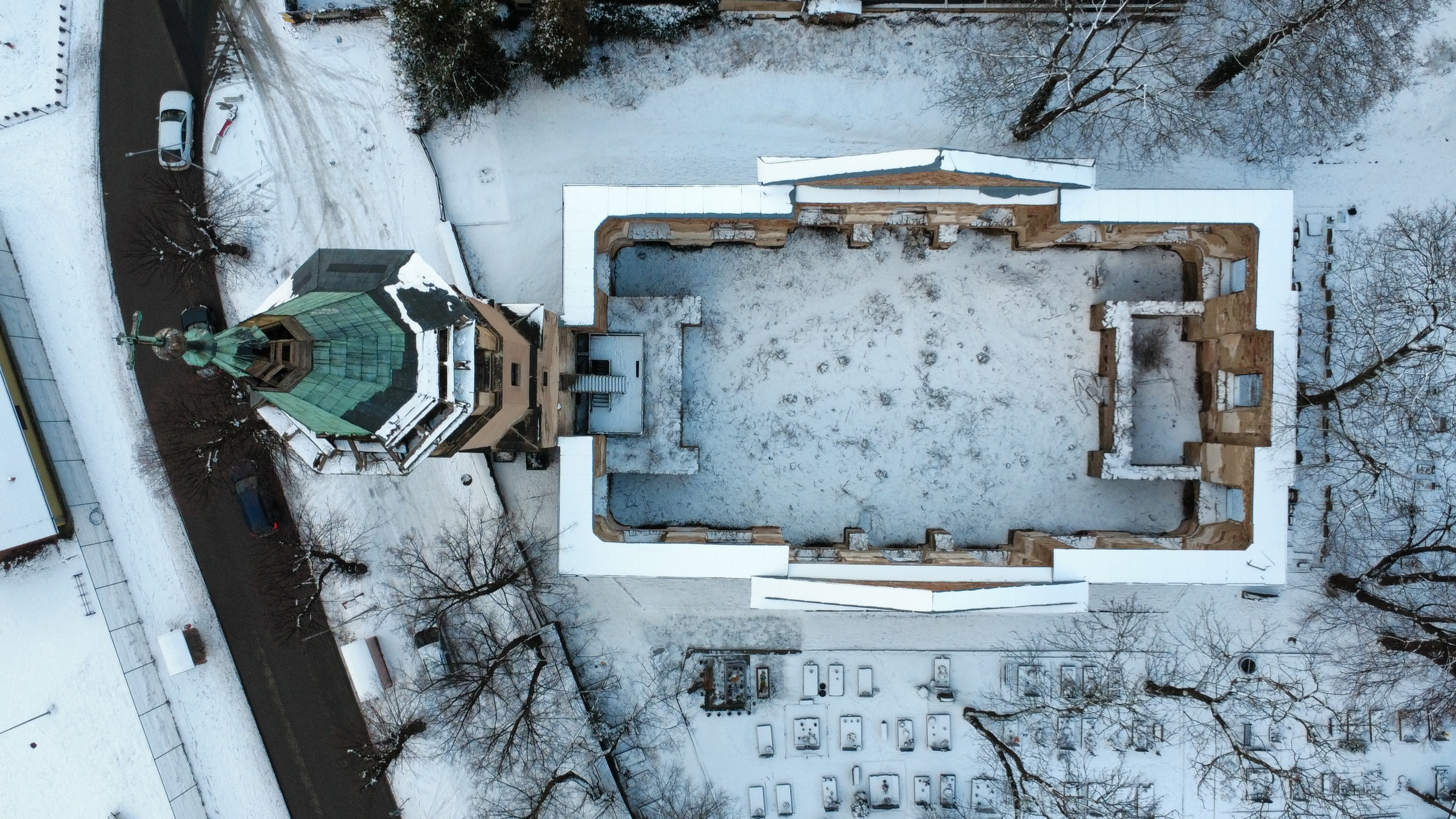
Evangelische Kirche Arnsdorf aus der Luft

Die Evangelische Kirche Arnsdorf ist eine Kirchenruine im polnischen Ort Miłków (Podgórzyn) (früher Arnsdorf) in der Woiwodschaft Niederschlesien.

## Geschichte
In den 1520er Jahren nahm ein Großteil der Bevölkerung von Arnsdorf, wie auch in anderen Teilen des Hirschberger Tals, die Lehren der Reformation an. 1552 übernahmen die Protestanten die zuvor katholische Kirche St. Hedwig in Arnsdorf und nutzten sie für ihren Gottesdienst. Nach dem Ende des Dreißigjährigen Krieges mussten sie das Gebäude wieder an die katholische Kirche abtreten.

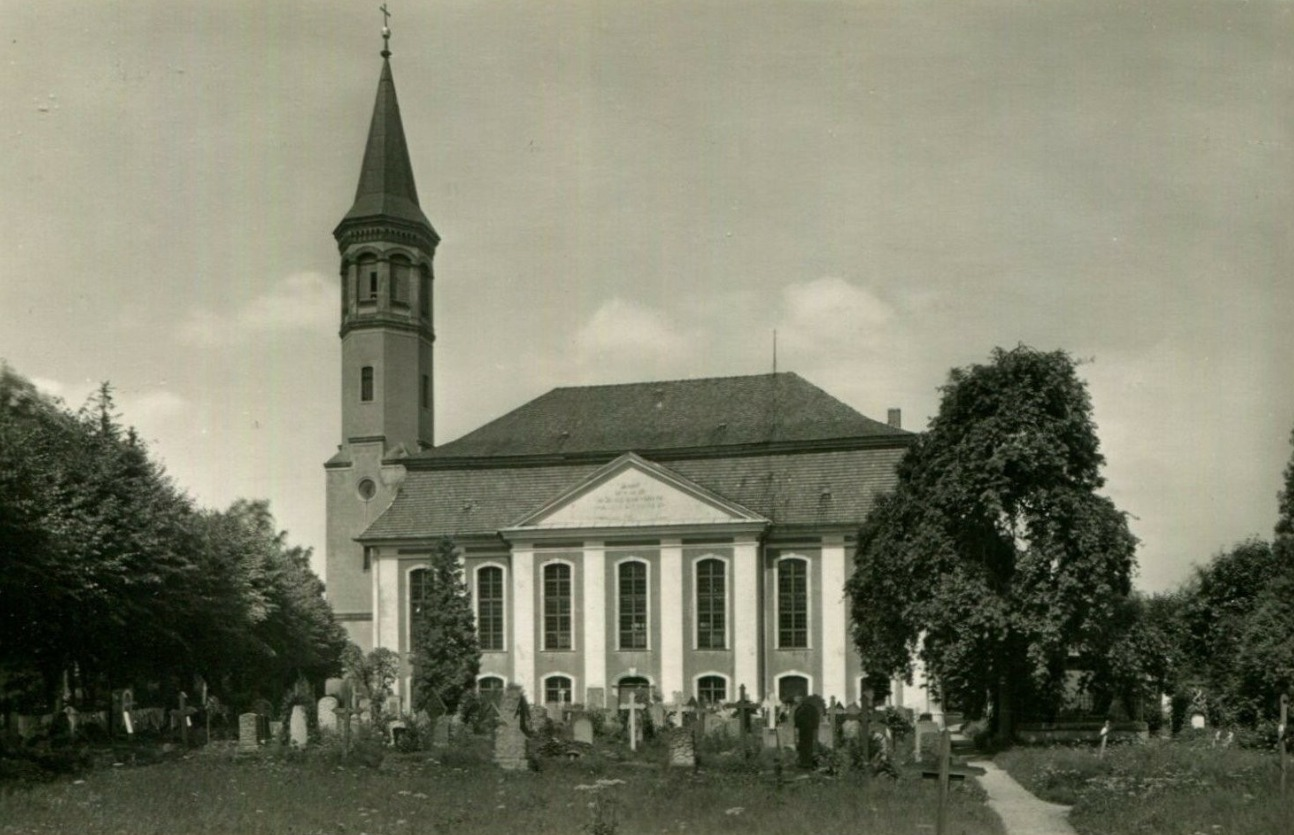
Postkarte von 1901

Die evangelische Kirche in Arnsdorf wurde 1755 errichtet, nachdem die evangelischen Christen lange Zeit gezwungen waren, weite Wege zur nächsten Kirche in Probsthain (heute Proboszczów) zurückzulegen. Zuvor war ihnen ihr Gotteshaus während der Gegenreformation entzogen worden. Zunächst hatte die evangelische Kirche keinen Glockenturm, und es wurden die Glocken der nun wieder katholisch gewordenen Kirche St. Hedwig mitbenutzt. Der Bau beeindruckte durch ein hallenartiges Mittelschiff, umgeben von zweigeschossigen Holzgalerien. Die Fassade wurde durch Pilaster gegliedert, und die Fenster besaßen elegante Segmentbögen. Die Kirche war mit einem Walmdach bedeckt, und das Kirchenschiff wurde von einem hölzernen Pseudogewölbe überspannt. 1863 erhielt das Bauwerk einen schlanken Turm mit Kuppel und Turmspitze, der die Silhouette von Arnsdorf bis heute prägt.
Seit 1945 verfällt die Kirche. 1980 wurde das Dach der Kirche entfernt. Es stehen noch die Außenwände und der Kirchturm.

## Glocken
Eine der Glocken aus der evangelischen Kirche hängt heute im neuen Turm der Vicelinkirche in Hamburg-Sasel.

## Orgel
In der Kirche befand sich eine Orgel mit 32 Registern.